# Clément-Émile Roques
Clément-Émile Roques (ur. 8 grudnia 1880 w Graulhet, 4 września 1964 w Rennes), francuski duchowny katolicki, kardynał, arcybiskup Rennes.

## Życiorys
Święcenia kapłańskie przyjął 2 kwietnia 1904 roku w Rodez. Studiował w seminarium duchownym w Albi i w Katolickim Instytucie w Tuluzie. W latach 1904 – 1929 był kolejno; wykładowcą, administratorem, prefektem studiów i w końcu przełożonym seminarium duchownego w Castres. 15 kwietnia 1929 roku mianowany biskupem Montauban, sakrę biskupią przyjął 24 czerwca 1929 roku w archikatedrze metropolitalnej Albi z rąk Pierre-Celestin Cézeraca arcybiskupa Albi. 24 grudnia 1934 roku otrzymał nominację na arcybiskupa metropolitę Aix. 11 maja 1940 roku przeniesiony na stolicę metropolitalną w Rennes. Na konsystorzu 18 lutego 1946 roku papież Pius XII wyniósł go do godności kardynalskiej z tytułem prezbitera S. Balbinae. Uczestnik konklawe z roku 1958, które wybrało Jana XXIII. Brał udział w obradach soboru watykańskiego II w latach 1962 – 1963. Uczestnik konklawe z roku 1963, które wybrało Pawła VI. Zmarł w Rennes. Pochowano go w archikatedrze metropolitanej w Rennes.